# 湿婆
濕婆（梵文：शिव，Śiva），印度教三大主神之一，與梵天、毗濕奴並稱，是印度教教徒最為敬畏的神之一，其教派濕婆派信徒奉其為最高神，有地、水、火、風、空、日、月、祭祀八種化身。配偶為雪山神女（化身：時母、難近母），兒子則為象頭神與室建陀，女兒則為無憂妙。濕婆是宇宙與毀滅之神，印度哲學中「毀滅」有「再生」的含義，故也担当创造（转化）的职能，其原型來自吠陀教經典《吠陀經》中的提婆「樓陀羅」。
佛教稱為自在天，居住在色究竟天（Akanistha，阿迦膩吒天）的聖者，佛經中稱其為大自在天（Maheśvara，摩醯首羅），住色界之頂，為三千界之主。密宗護法之中的「大黑天」（Mahākāla，摩訶迦羅）就是濕婆其一化身。

## 背景簡介
湿婆的故事散見於各種印度文獻中，此外在尼泊爾、斯里蘭卡和巴厘島的宗教傳統中也可以尋到痕跡。在《梵書》、《奧義書》兩大史詩及往世書中都有他的神話，但是在早期的吠陀經典中沒有提到他。早期文獻中，濕婆神的地位并不高，後來地位逐漸上升，成為印度教主神之一，與梵天、毗濕奴齊名。史前遺址比莫贝特卡石窟中也有一些作品可以說是在描繪溼婆，但霍華德·墨菲（Howard Morphy）認爲這是一種誤解，這些作品可能只是在描繪史前部族的狩獵場景而已。
由於印度教認為「毀滅」同時有「再生」的含義，因此認為具生殖能力的男性生殖器「林伽」象徵濕婆的創造力，受到性力派和濕婆派教徒的崇拜。濕婆是苦行之神，終年在喜馬拉雅山上的卡拉薩山修煉苦行，即位於西藏普蘭縣的岡仁波齊峰，通過最嚴格的苦行和最徹底的沉思獲得最深奧的知識和神奇力量。此外，他還是舞蹈之神，在歡樂和悲傷時喜歡跳舞，創造剛、柔兩種舞蹈，被譽為「舞王」；舞蹈象徵濕婆的榮耀和宇宙的永恆運動，運動是為了使宇宙不朽。在一個時代將結束時，他透過跳「宇宙之舞」（或稱「毀滅之舞」）完成世界的毀滅並使之合併到世界精神之中。舞蹈姿態的濕婆被稱為「舞王」，是古印度流傳至今的濕婆神像中最常見的一種形象。
另一方面，濕婆也帶有「吉祥」的意味，在《梨俱吠陀》中是暴風神樓陀羅的別稱。一方面他是以豪雨、雷等進行破壞的神，另一方面他也是治療疾病的治癒神。濕婆的善行之一是分隔出七條聖河，恆河環繞著喜馬拉雅山中梅盧山上的梵天之城，從山上洶湧奔瀉而下。為了緩衝激流使之不至於釀成災禍，濕婆站在河水下面，河水蜿蜒流經他束起的頭髮之後分成七條河流，這七股河水便成為印度的七條聖河。

## 形象傳說
濕婆是妖魔鬼怪的統帥，外型被描繪成擁有五頭、三眼、四手，手中分執三股叉、水罐、神螺、鼓等；身著獸皮衣，渾身涂灰，頭上有一彎新月作為裝飾，頭髮盤成犄角形，上有恆河的象徵物，坐騎是一頭大白牛。相傳諸天神提婆和阿修羅攪乳海時浮出一種能毀滅整個世界的毒藥，他吞下這種毒藥，頸部被燒成青黑色，故有「青頸」之稱。
傳說濕婆的妻子雪山神女從後面用雙手摀住濕婆雙目，瞬時從濕婆額頭出現第三隻眼。額上的第三隻眼能噴毀滅一切的神火，在宇宙週期性的毀滅之際，他會用這隻眼睛殺死所有神和其他一切生物，他也曾隻眼將作惡多端的金、銀、鐵三座惡魔城市和引誘他脫離苦行的愛神燒成灰燼。
此外，他還有一柄稱作「阿賈伽瓦」的三叉戟，是閃電的象徵，標誌著濕婆是風暴之神；有一口劍；一張稱作「比那卡」的弓和一根稱作「卡特萬伽」棍棒。此外，還有3條蛇纏在他身上，能飛快地衝向敵人：一條蛇纏在他束起的頭髮中，在他的頭上揚起頭兜；一條蛇纏在他的肩上或頸上；另一條蛇構成他的聖線。除了這些武器之外，濕婆的大部分狀貌特徵都強調此神凶暴的方面，他也正因此而廣為人知。

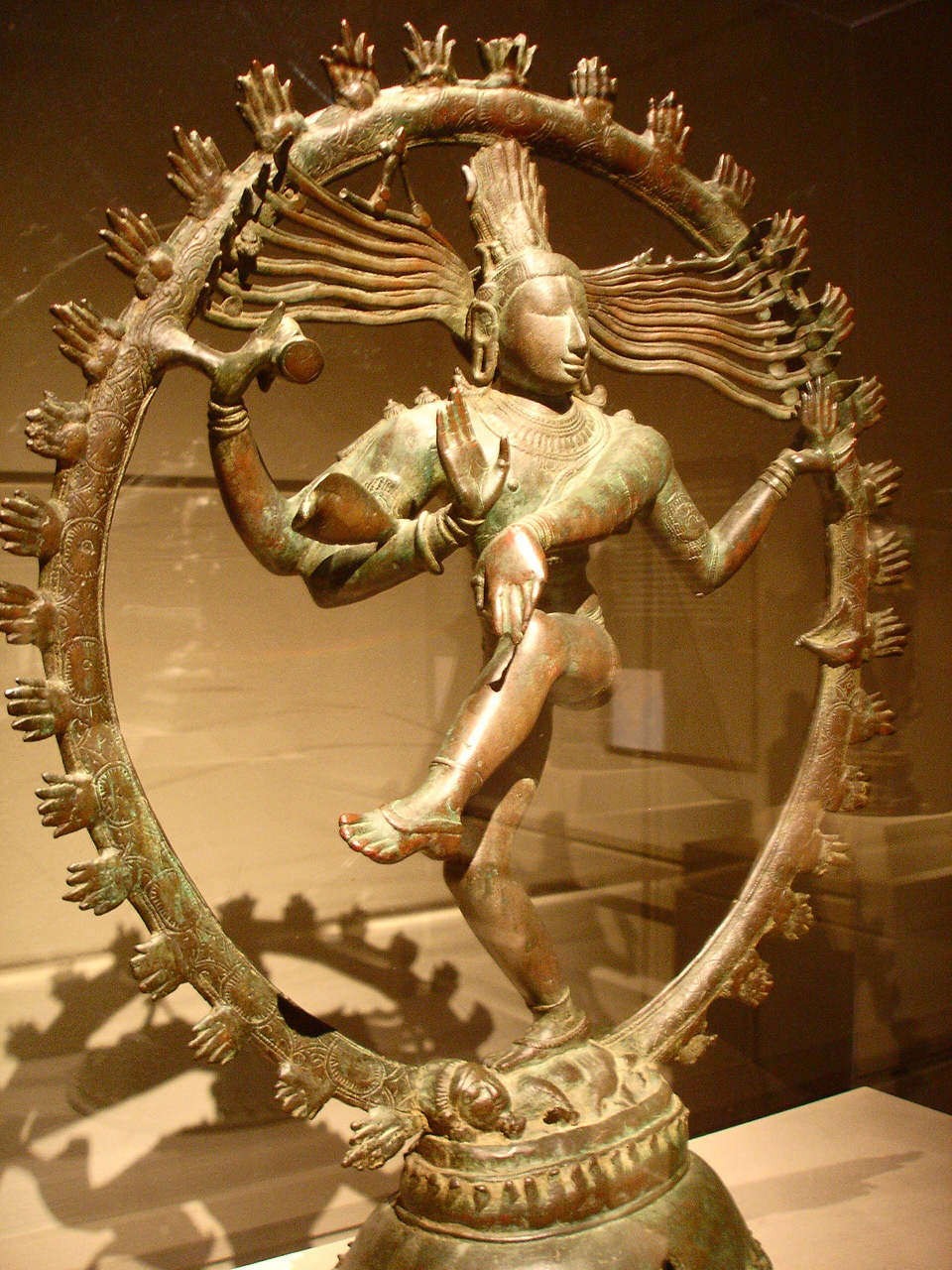
美國紐約市大都會博物館裡的宇宙之舞濕婆像。

## 家族
濕婆的第一任妻子是薩蒂，薩蒂因為不滿其父達剎對濕婆的侮辱而投火自盡，濕婆得悉自己的妻子因為達剎羞辱自己而自殺，就心如刀割，傷痛欲絕的濕婆於是殺死達剎，將之斬首，並縱火焚燒天界，於火中跳舞，打算毀滅世界。毗溼奴為了保護世界，於是施展法術與濕婆鬥法，並將薩蒂的遺體切割成108塊（一說52塊），散落於三界之中，此時梵天亦出面為之講和，濕婆覺得心灰意冷，決定入喜瑪拉雅山中隱居，與世隔絕。
薩蒂死後轉生成喜瑪拉雅山之女雪山神女（有一種傳說認為，濕婆的正妻是三女神組合中的提毗，而薩蒂（Sati）與雪山神女（Parvati）是女神的四種化身中的兩個，另兩個化身分別是難近母和時母）。雪山神女付出無數的努力，終於讓因失去前妻薩蒂而心灰意冷的濕婆回心轉意與她再婚。過了百年之久，而雪山神女在這漫長的期間內替濕婆生下了一個兒子象頭神，另一個兒子是室建陀。
有些傳說中，他也娶了雪山神女的姊妹恆河女神。

## 神話故事

### 三神相爭
有一天毗濕奴與梵天起了爭論，看誰更值得被崇敬。就在他們爭論不休時，在他們的面前出現一根火柱，熊熊火焰好似要燒燬宇宙。兩位大神見狀大驚失色，都決定應當去尋找火柱的來源。於是毗濕奴變成一頭巨大的野豬，順著柱子向下探尋了一千年；梵天變成一隻迅飛的天鵝，順著柱子向上亦尋了一千年。但他們都沒有到達柱子的盡頭，於是疲憊不堪地回到原地。當他們回到出發地相見時，濕婆出現在他們面前；此刻他們才發現這根柱子原來是濕婆的「林伽」（陽具）。於是兩位大神把濕婆奉為最偉大最值得崇敬的神。因此，印度教的濕婆派信徒把濕婆奉為宇宙最高的神，而毗濕奴與梵天兩位大神都在他之下。

### 射殺愛神
濕婆與雪山神女早在幾萬年前已經結下了一段情緣。當時的雪山神女是梵天之子達剎的女兒薩蒂，薩蒂與濕婆的生活本來是安穩無憂的，但後來，卻發生了一件事打破了他們美好的生活。話說薩蒂的父親-達剎有一次舉行了一場盛大的筵席，差不多整個宇宙的神祇都被邀請過來，但唯獨不邀請濕婆，薩蒂對此很不滿，她親自到場與其父親理論，可是招來眾神祇對濕婆的侮辱。薩蒂對此感到傷心欲絕，她十分自責，認為是自己令濕婆蒙羞，所以就投入火堆中自焚。濕婆得悉自己的妻子為了他而自殺，就心如刀割，決定於喜瑪拉雅山中隱修，與世隔絕。時過一萬年，死去的薩蒂轉世成雪山神女，由於上世因緣，所以今世的雪山神女還依然深愛著溼婆，可是濕婆卻已成為一個無慾無求的苦行者，對於雪山神女的愛無動於衷。
雪山神女在無計可施之下只好向愛神伽摩求救。一天，深愛著濕婆的雪山神女依例到喜瑪拉雅山上禮敬他，這時愛神伽摩手持甘蔗，蜜蜂和蝴蝶做的弓，搭上用鮮花做镞的箭枝，向濕婆的心臟射出，中箭後的濕婆對於面前的雪山神女頓時心起愛慕之感，正當大功告成的時候，濕婆發現原來是愛神伽摩在搞事，想令他擺脫苦行，重墮愛慾之中，就大發雷霆。額頭上第三隻眼睛突然張開，發出可以毀滅宇宙間一切的神火，把愛神伽摩燒成灰燼，可是愛神伽摩卻未因此而死亡，只是他以後都要做一個無形無貌的神祇，故此，愛神伽摩被印度人稱為「無形」。

### 青頸毒汁
在印度神話中，神祇的壽命雖比凡人長久，但終究也有生老病死。諸神一直被這個問題困擾不休，後來更與阿修羅有激烈的爭執，梵天為了調停這場爭執，就與阿修羅和諸神一起相議，決定同心協力去攪拌大海，就可以令大海出現長生不老的靈藥——蘇摩，後來諸神和阿修羅都成功令乳海（因大海已被攪拌成乳海）出現蘇摩，但在接近尾聲的時候，負責綑綁著宇宙最高山峰——須彌山去攪拌大海的巨蛇婆蘇吉卻忍受不了劇痛，口中噴出海量的毒汁，毒汁濺到地上匯聚成江河、流入大海，毒害三界眾生。諸神在無計可施之下決定找大神濕婆幫忙，濕婆不忍讓眾生受苦，把所有毒物吞入並存放在喉嚨處，並沒有吞下去，但濕婆神的喉嚨也被毒物燒成青色。因此，濕婆又被印度人稱為「尼羅亙沓」「नीलकण्ठ (nīlakaṇṭha)」，意即「青頸」。